# ريال بيتيس ج
كان ريال بيتيس ج (بالإنجليزية: Real Betis C)‏ نادي كرة قدم إسباني مقره في إشبيلية، في منطقة أندلسية المستقلة. وكان ثاني فريق احتياطي لريال بيتيس، خلف ريال بيتيس بي، وانسحب في 2011 بسبب مشاكل اقتصادية.